# Mycena epipterygioides
Mycena epipterygioides är en svampart som beskrevs av A. Pearson 1919. Mycena epipterygioides ingår i släktet Mycena och familjen Mycenaceae.   Inga underarter finns listade i Catalogue of Life.